# Samuel Orchard Beeton

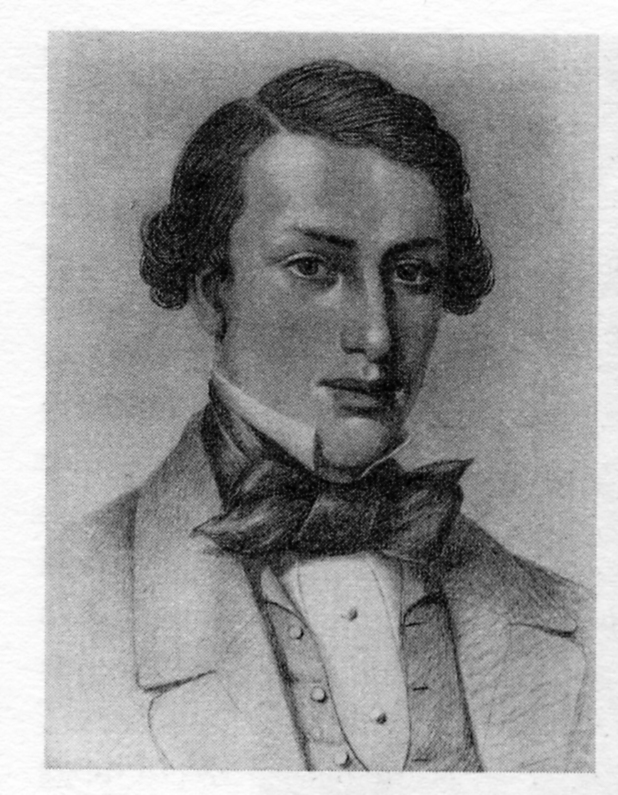
Samuel Beeton, 23 Jahre, 1854

Samuel Orchard Beeton (* 2. März 1831 in London; † 1877) war ein englischer Verleger und Herausgeber von Magazinen und Zeitschriften. Sein Name ist vor allem durch seine Ehe mit der Kochbuchautorin Isabella Beeton bis heute bekannt.

## Leben

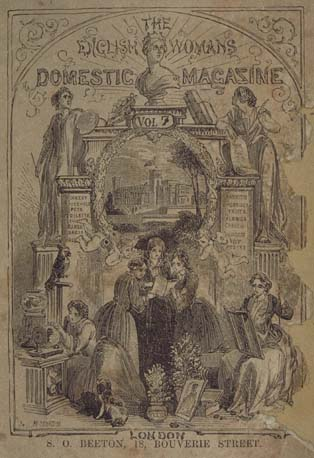
Titelseite der ersten Ausgabe von The Englishwoman's Domestic Magazine, 1852

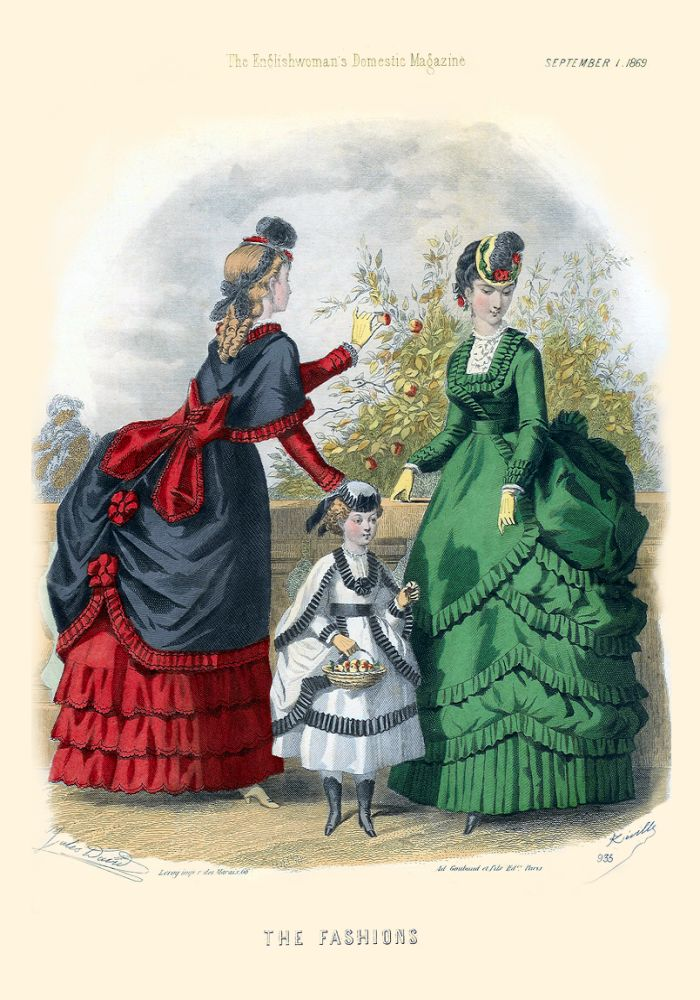
Modezeichnung aus The Englishwoman's Domestic Magazine, 1869

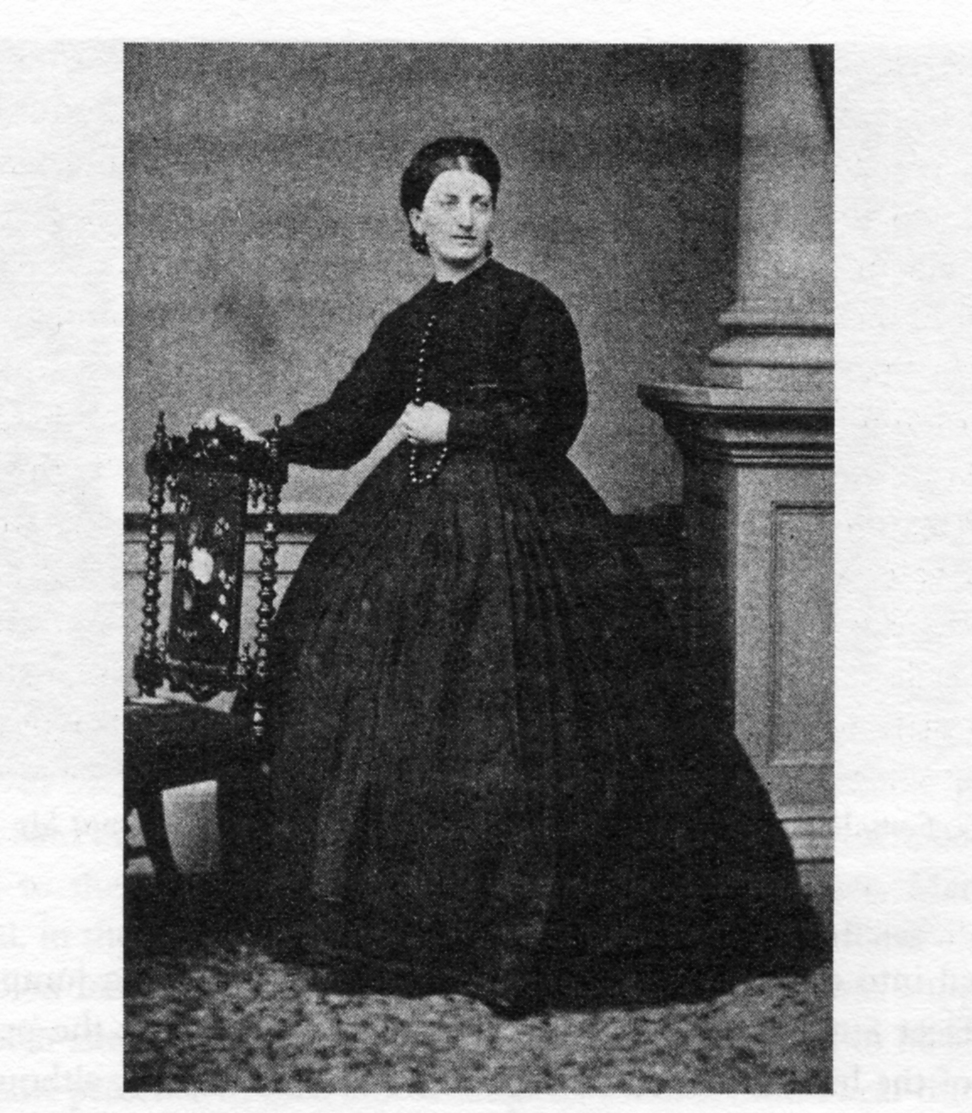
Isabella Beeton, 1860

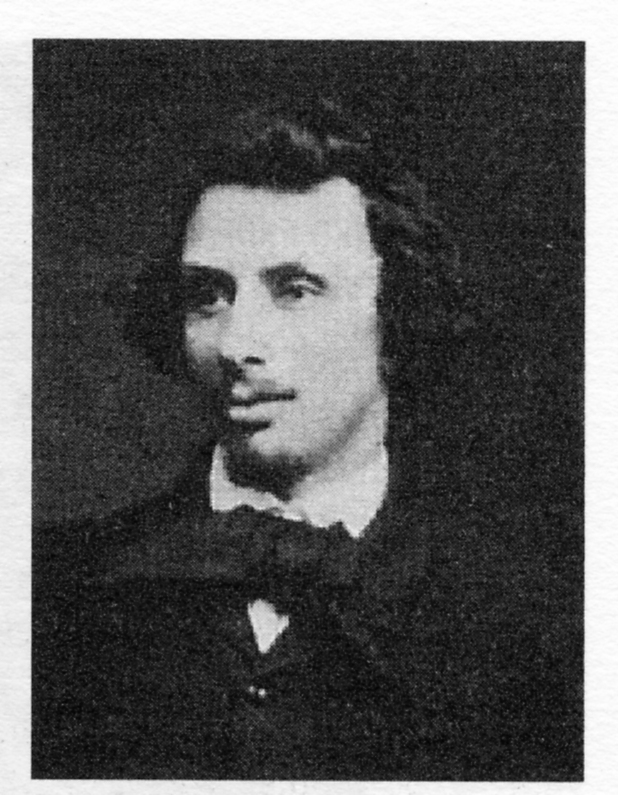
Samuel Beeton, 1860

### Kindheit und Ausbildung
Samuel Beeton wurde 1831 als Sohn des Kaufmanns und späteren Besitzers des Dolphin Pub Samuel Powell Beeton in der Londoner Cheapside geboren. Die Mutter, Helen Orchard, starb nur ein Jahr nach seiner Geburt. Sein Vater heiratete 1834 erneut, doch schon 1836 wurde Samuel Beeton zu seiner Großmutter Lucy Beeton nach Suffolk gegeben. Nach einer Zeit in dem kleinen ländlichen Internat Pilgrim's Hall Academy in Essex begann Samuel Beeton Ende der 1840er Jahre bei einem Papierhändler in London zu arbeiten. Vermutlich wohnte er zu dieser Zeit wieder im Dolphin, dem Pub seines Vaters in der Londoner Milk Street. Vorsichtigen Andeutungen seiner Verwandten zufolge war Sam Beeton während dieser Zeit als junger Angestellter kein Kind von Traurigkeit und genoss durchaus das Londoner Nachtleben. Es ist nicht ausgeschlossen, dass er sich zu dieser Zeit mit der Syphilis infizierte und die Infektion möglicherweise später an seine Frau Isabella weitergab.

### Einstieg in das Verlagsgewerbe
Als Papierhändler knüpfte Sam Beeton zahlreiche Kontakte zu anderen jungen Männern, die im Papier-, Drucker- und Verlagsgewerbe tätig waren, darunter den Lektor Frederick Greenwood, mit dem er später viele Jahre zusammenarbeitete, dessen Bruder, den Journalisten James Greenwood, der später zahlreiche Werke in Samuel Beetons Verlag veröffentlichte, sowie James Wade, der viele von Beetons Publikationen druckte.
1852 schloss Samuel Beeton sich den Druckern und Verlegern Salisbury and Clarke an, die sich darauf spezialisiert hatten, bereits existierende Texte neu herauszugeben, das damals noch eher vage gestaltete Urheberrecht ermöglichte dies auf mehr oder weniger legale Weise. Insbesondere in den USA erschienene Texte konnten in England problemlos nachgedruckt werden, da bis 1891 zwischen den Staaten keine Urheberrechtsvereinbarung bestand. Kurz nach Beetons Eintritt in die Geschäfte beteiligte sich Salisbury and Clarke an einer englischen Ausgabe von Uncle Tom’s Cabin, die in zahllosen Auflagen und Ausgaben zu einem großen kommerziellen Erfolg wurde. Diese Ausgabe wurde ihrerseits von siebzehn anderen englischen Verlegern nachgedruckt. Da Beeton und Clarke den Text jedoch erweitert und ergänzt hatten, griff an dieser Stelle das Urheberrecht zu ihren Gunsten ein, so dass sie die Herausgabe der Nachdrucke verlangen und diese unter ihrem eigenen Titelblatt ebenfalls verkaufen konnten. Der Nachfolgeband A Key to Uncle Tom's Cabin, den sich Beeton ebenfalls zu sichern versuchte, erwies sich jedoch als katastrophaler Reinfall, der weit hinter den erwarteten Verkaufszahlen zurückblieb.
Ebenfalls 1852 erschien die erste Ausgabe von The Englishwoman’s Domestic Magazine zum Preis von zwei Pence. Anders als die bestehenden Mode- oder Frauenmagazine, wie The New Monthly Belle Assemblee, richtete sich Beetons Frauenzeitschrift nicht an die wohlhabende Oberschicht, sondern eher an die aufstrebende Mittelklasse. Kochen, Nähen, Kindererziehung, Garten und Hausmittel bei Krankheiten waren regelmäßig wiederkehrende Themen. Daneben wurden jedoch auch zeitgenössische Romane als Fortsetzungsroman abgedruckt, es gab Schreibwettbewerbe für Leserinnen, deren Beiträge ebenfalls gedruckt wurden, Beratung in Liebes- und Lebensfragen („Cupid's Bag“), sowie allgemeine Beiträge über das Leben der Frau, die unter dem Mantel betulicher Bestätigung konservativer Rollenbilder insgeheim, später zunehmend auch offener ausgesprochen, emanzipatorische Gedanken verbreiteten. Ab März 1857 wirkte auch Isabella Beeton an dem Magazin mit. Sie schrieb in erster Linie über Mode, daneben auch über Haushalt und Kochen und war für ein Redesign des Magazins mitverantwortlich, das nun in einem größeren Format mit kolorierten Modezeichnungen und Stickanleitungen erschien und für 6d verkauft wurde. Zusätzlich konnten die Leserinnen fertige Papierschnittmuster beim Verlag bestellen. Dass die Modezeichnungen und Schnittmuster in den heute erhaltenen Exemplaren meist fehlen, zeigt deren Beliebtheit.
1855 hatte Samuel Beeton ein weiteres Magazin, das Boy’s Own Magazine neu herausgebracht. Mit Artikeln über Natur, Sport, wissenschaftliche Experimente, historische Persönlichkeiten und exotische Abenteuer sollte eine junge männliche Leserschaft gewonnen werden. Wie das The Englishwoman’s Domestic Magazine zuvor, traf diese Zeitschrift den Nerv der Zeit und verkaufte sich gut.

### Ehe mit Isabella Beeton
Nach einer einjährigen Verlobungszeit fand im Juli 1856 die Hochzeit mit Isabella Beeton statt, der Stieftochter des Druckers und Verlegers Henry Dorling aus Epsom. Etwa zeitgleich versuchte Beeton, mit dem Boy’s Own Journal eine weitere Publikation zu lancieren, die sich jedoch nur kurz auf dem Zeitschriftenmarkt halten konnte.

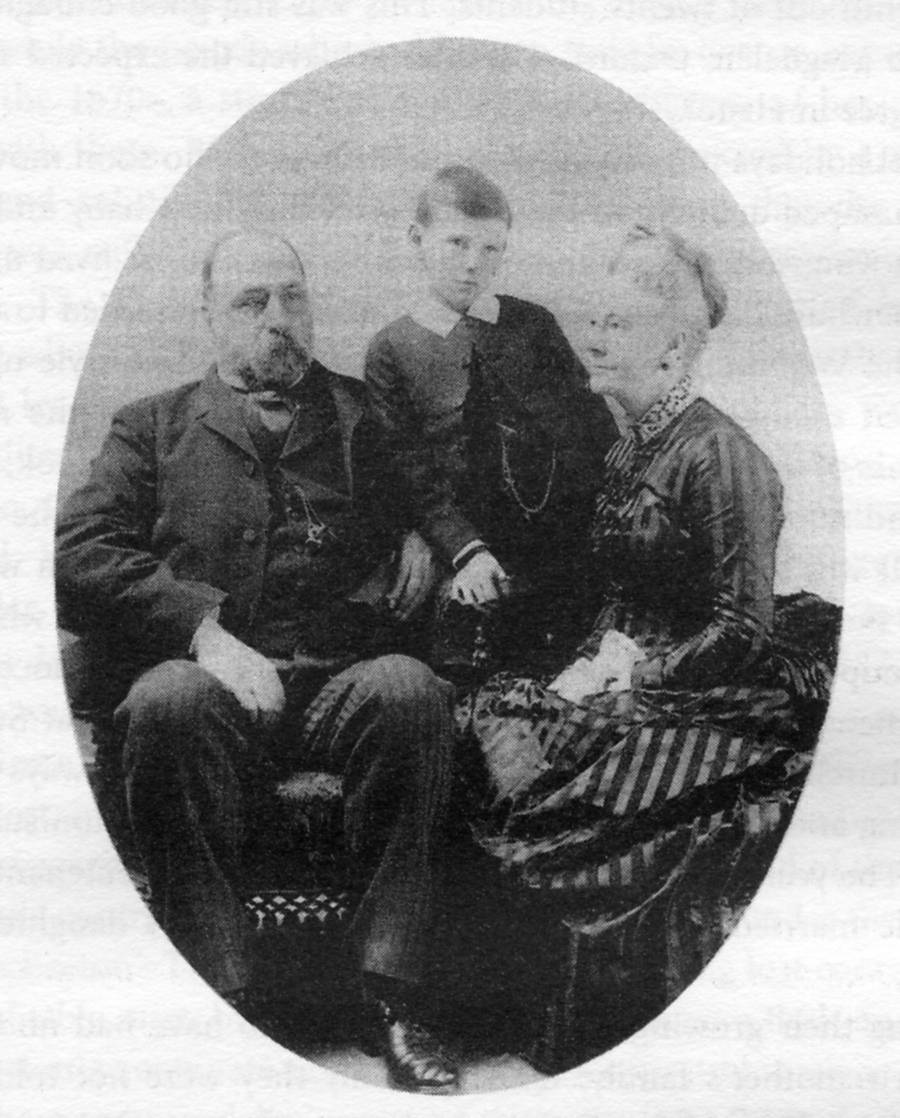
Myra Browne (rechts) und deren Familie. Myra setze Isabella Beetons Werk im Verlag fort und zog ihre Kinder groß. Gerüchten zufolge war ihr eigener Sohn Meredith (Mitte) ein leiblicher Sohn Samuel Beetons.

## Werke

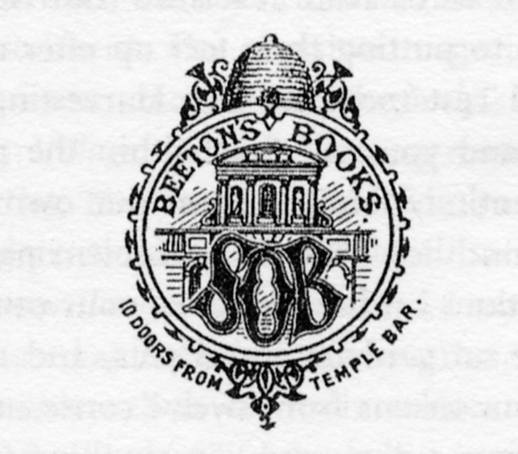
Logo des Verlags S. O. Beeton

### Zeitschriften
- The Englishwoman's Domestic Magazine, 1852–77, hg. 1852–56 von Samuel Beeton, 1856–60 von Samuel and Isabella Beeton, 32 Seiten, monatlich erscheinend, Auflage 5.000 (1852) – 50,000 (1857), Verlag S. O. Beeton.
- Boy’s Own Magazine 1855–1871, Verlag S. O. Beeton.
- Boy's Own Journal, Verlag S. O. Beeton.
- Boy's Penny Paper, Verlag S. O. Beeton.
- The Queen, Verlag S. O. Beeton.
- Sporting Life, Verlag S. O. Beeton.
- The Weekly Dispatch, Verlag S. O. Beeton.
- The Young Englishwoman, Verlag S. O. Beeton.
- Myra's Journal of Dress and Fashion, Verlag Weldon & Co.
- Myra's Mid-Monthly Journal and Children's Dress, Verlag Weldon & Co.

### Bücher (Auswahl)
- Beeton's Historian, London: S.O. Beeton, 1860.
- The Book of Garden Management and Rural Economy, London: S.O. Beeton, 1861.
- Beeton's Dictionary of Universal Information, hg. zusammen mit John Sherer, London: S.O. Beeton, 1862.
- Beeton's Book of Birds, London: S.O. Beeton, 1862.
- Frederick Wood: Beeton's Cricket Book, London: S.O. Beeton, 1866.
- Beeton's Dictionary of Universal Biography, London: Ward, Lock& Tyler, 1869.
- Beeton's Book of Needlework, London: Ward, Lock& Tyler, 1870.
- Beeton's Medical Dictionary, London: Ward, Lock& Tyler, 1871.
- Beeton's Hand-Book of the Law Realting to Divorce and Matrimonial Causes, London: Ward, Lock& Tyler, 1871.
- Beeton's Complete Letter-Writer For Ladies, London: Ward, Lock& Tyler, 1873.